# Coyame del Sotol
Coyame del Sotol é um município do estado de Chihuahua, no México.